# San Luca all'Esquilino
San Luca all'Esquilino var en kyrkobyggnad i Rom, helgad åt den helige evangelisten Lukas. Kyrkan var belägen vid dagens Piazza dell'Esquilino vid basilikan Santa Maria Maggiore i Rione Monti.

## Kyrkans historia
Det har inte klarlagts när kyrkan uppfördes, men den skall ha haft anor från medeltiden.
Kyrkan omnämns i två förteckningar över Roms kyrkor: i Il catalogo di Torino (cirka 1320) som Ecclesia sancti Luce och i Il catalogo del Signorili (cirka 1425) som sci. Luce.
År 1478 överlät påve Sixtus IV (1471–1484) kyrkan åt Compagnia dei Pittori, det vill säga målarnas skrå, då den helige Lukas är målarnas skyddshelgon. Påve Sixtus V (1585–1590) lät år 1587 resa Esquilinobelisken bakom Santa Maria Maggiores absid. I samband med detta företag genomfördes genomgripande systematiseringar och omändringar i områdets gatubild. Kyrkan San Luca all'Esquilino, vilken förmodligen redan då befann sig i nedgånget skick, revs tillsammans med många andra byggnader. Målarskrået flyttade då till kyrkan Santi Luca e Martina.
Enligt en uppgift skall rester av kyrkan har funnits kvar i närheten av Villa Peretti-Montalto så sent som vid 1600-talets mitt.